# Stefania Berton
Stefania Berton (Asiago, 19 luglio 1990) è una pattinatrice artistica su ghiaccio italiana, che ha gareggiato nel pattinaggio di figura in coppia con Ondřej Hotárek (in precedenza con Marco Fabbri) fino alla stagione 2013/14.
Ha avuto come allenatori Franca Bianconi e Karel Fajfr (in precedenza Christina Mauri e Pierre Trente) e come coreografi Pasquale Camerlengo e Muriel Zazoui (in precedenza Raffaella Cazzaniga e Corrado Giordani).

## Vita privata
Stefania si è fidanzata ufficialmente con il pattinatore americano Rockne Brubaker nel 2013; i due si sono sposati nel 2015 in Wisconsin.

## Carriera sportiva
Stefania ha fatto parte, insieme ad Ondřej Hotárek, della squadra italiana che ha partecipato all'ISU World Team Trophy svoltosi a Tokyo, in Giappone dal 19 al 22 aprile 2012.
Il 24 gennaio 2013, sempre in coppia con Ondřej Hotárek, Stefania ha conquistato una storica medaglia di bronzo ai Campionati europei di pattinaggio disputatisi a Zagabria dal 21 al 27 gennaio.
Dalla fine della collaborazione con Hotárek, nel 2014, Stefania non ha più preso parte a competizioni ufficiali; tuttavia, nello stesso anno, la pattinatrice ha dichiarato di non essersi ritirata e di essere alla ricerca di un nuovo partner.

## Programmi
| Stagione  | Programma corto | Programma libero                                                                                               | Esibizioni                                                         |
| --------- | --- | --- | ------------------------------------------------------------------ |
| 2013-2014 | - The Mask | - Dracula di Philipp Glass                                                                                     | - Nessun dorma di Giacomo Puccini cantato da Luciano Pavarotti     |
| 2012-2013 | - Paint It Black di The Rolling Stones                                                                                 | - Poeta en el viento di Vicente Amigo                                                                          | - Dirty Dancing                                                    |
| 2011-2012 | - Harlem Nocturne di Earle Hagen, Dick Rogers - Demasiado Corazon di Willy DeVille coreografato da Pasquale Camerlengo | - Adagio in sol minore (per organo e archi) di Remo Giazotto, Tomaso Albinoni coreografato da Anjelika Krylova | - Caruso di Lucio Dalla cantata da Lucio Dalla e Luciano Pavarotti |
| 2010–2011 | - Invierno Porteno di Astor Piazzolla                                                                                  | - Romeo e Giulietta di Nino Rota                                                                               | - Unchained Melody di The Righteous Brothers                       |
| 2009–2010 | - Caos Calmo di Paolo Buonvino                                                                                         | - Notre-Dame de Paris di Riccardo Cocciante                                                                    | - Romeo e Giulietta di Nino Rota                                   |

## Palmarès

### Carriera di coppia

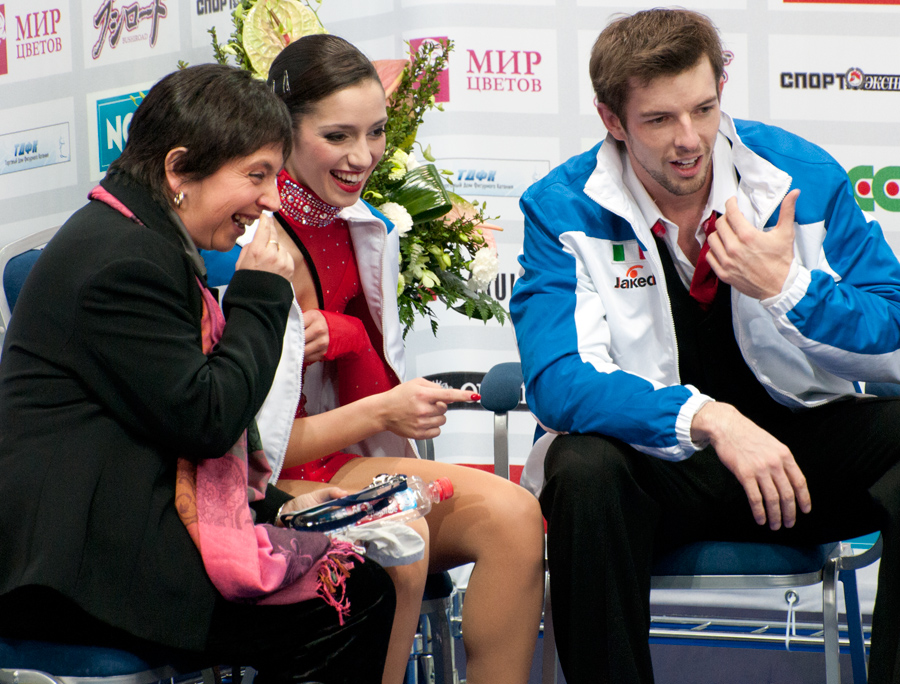
Berton e Hotárek con l'allenatrice Franca Bianconi alla Cup of Russia 2011.

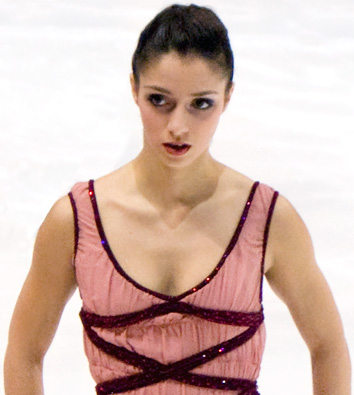
Stefania Berton alla Cup of Russia 2010

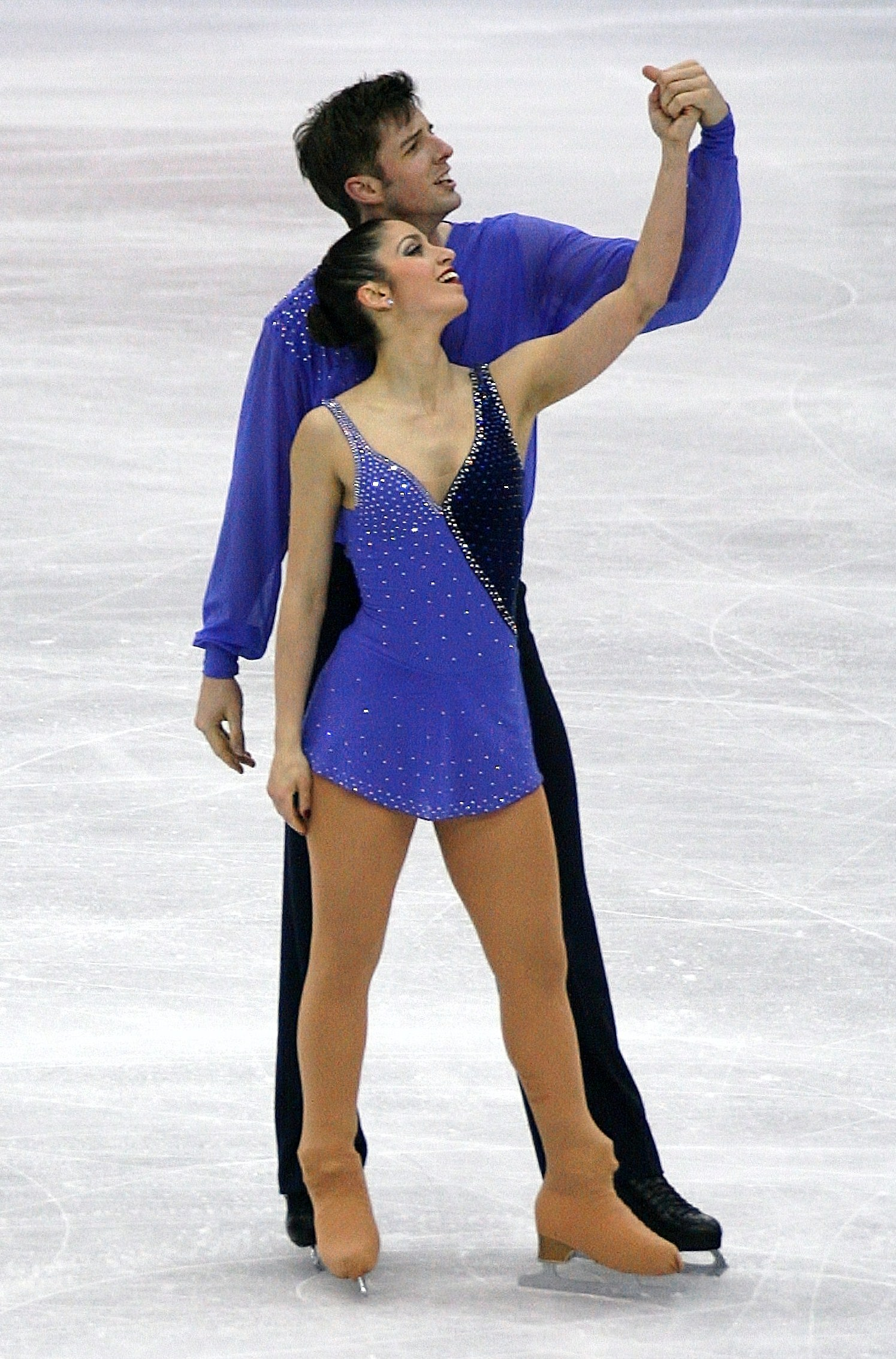
Berton e Hotárek ai campionati mondiali 2012

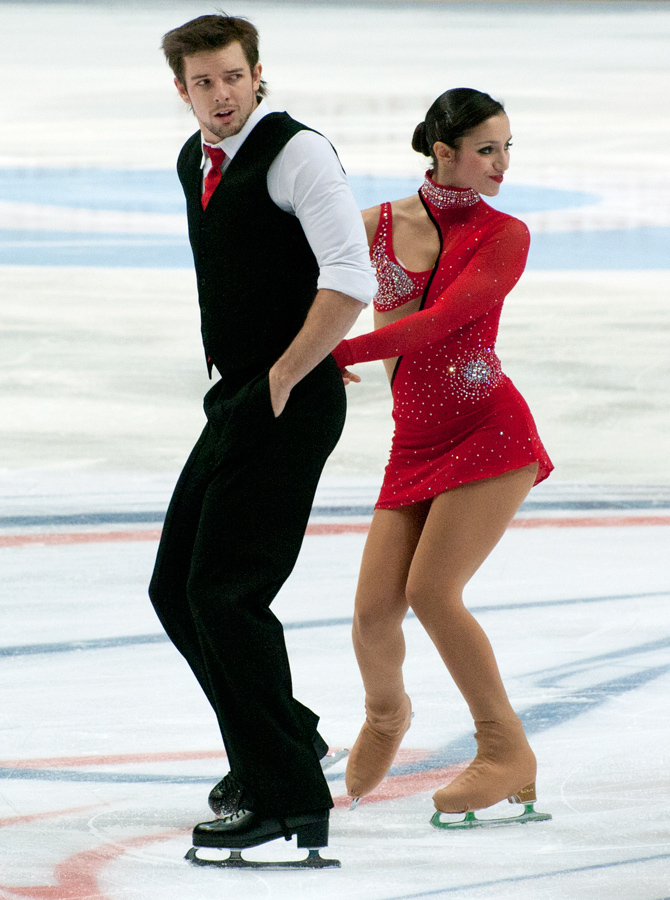
Berton e Hotárek alla Cup of Russia 2011

(con Ondřej Hotárek)
| Risultati | Risultati      | Risultati      | Risultati      | Risultati      | Risultati      | Risultati      | Risultati      | Risultati      | Risultati      | Risultati      | Risultati      | Risultati      | Risultati      |
| Internazionali | Internazionali | Internazionali | Internazionali | Internazionali | Internazionali | Internazionali | Internazionali | Internazionali | Internazionali | Internazionali | Internazionali | Internazionali | Internazionali |
| Evento | 2009–2010      | 2010–2011      | 2011-2012      | 2012-2013      | 2013-2014      |                |                |                |                |                |                |                |                |
| --- | -------------- | -------------- | -------------- | -------------- | -------------- | -------------- | -------------- | -------------- | -------------- | -------------- | -------------- | -------------- | -------------- |
| Giochi olimpici invernali |                |                |                |                | 11º            |                |                |                |                |                |                |                |                |
| Campionati mondiali | 11º            | 10º            | 11º            | 10º            | 9º             |                |                |                |                |                |                |                |                |
| Campionati europei |                | 5º             | 4º             | 3º             | 4º             |                |                |                |                |                |                |                |                |
| GP Cup of Russia |                | 6º             | 3º             |                |                |                |                |                |                |                |                |                |                |
| GP NHK Trophy |                |                | 4º             |                |                |                |                |                |                |                |                |                |                |
| GP Skate Canada |                |                |                | 3º             | 1º             |                |                |                |                |                |                |                |                |
| GP Trophée Eric Bompard |                |                |                | 3º             |                |                |                |                |                |                |                |                |                |
| GP Skate America |                |                |                |                | 5º             |                |                |                |                |                |                |                |                |
| Ice Challenge | 3º             |                |                |                |                |                |                |                |                |                |                |                |                |
| Nebelhorn Trophy |                | 2º             |                |                |                |                |                |                |                |                |                |                |                |
| Ondrej Nepela Memorial |                |                | 2º             | 2º             |                |                |                |                |                |                |                |                |                |
| NRW Trophy | 2º             | 1º             |                | 2º             |                |                |                |                |                |                |                |                |                |
| Lombardia Trophy |                |                |                |                | 1º             |                |                |                |                |                |                |                |                |
| Merano Cup |                |                |                |                | 1º             |                |                |                |                |                |                |                |                |
| Nazionali |                |                |                |                |                |                |                |                |                |                |                |                |                |
| Campionati italiani | 2º             | 1º             | 1º             | 1º             | 1º             |                |                |                |                |                |                |                |                |
| Eventi in squadra |                |                |                |                |                |                |                |                |                |                |                |                |                |
| Giochi olimpici invernali |                |                |                |                | 4º             |                |                |                |                |                |                |                |                |
| World Team Trophy |                |                | 6ºS / 5ºP      |                |                |                |                |                |                |                |                |                |                |
| GP= Grand Prix; S = Risultato della Squadra; P = Risultato Personale (N.B. le medaglie sono state consegnate solo per i risultati della squadra) |                |                |                |                |                |                |                |                |                |                |                |                |                |

### Carriera individuale
| Eventi                       | 2004–05 | 2005–06 | 2006–07 | 2007–08 | 2008–09 |
| ---------------------------- | ------- | ------- | ------- | ------- | ------- |
| Campionati europei           |         |         |         | 13º     | 16º     |
| Campionati italiani          |         |         | 2º      | 2º      | 3º      |
| Campionati mondiali juniores |         |         | 10º     | 13º     |         |
| Coupe de Nice                |         |         |         |         | 3º      |
| Crystal Skate                |         |         |         |         | 1º      |
| JGP Finale                   |         |         | 6º      |         |         |
| JGP Bulgaria                 |         |         |         | 6º      |         |
| JGP Croazia                  |         | 12º     |         |         |         |
| JGP Repubblica Ceca          |         |         |         |         | 3º      |
| JGP Estonia                  |         | 9º      |         |         |         |
| JGP Francia                  | 12º     |         | 3º      |         | 4º      |
| JGP Regno Unito              |         |         |         | 7º      |         |
| JGP Norvegia                 |         |         | 2º      |         |         |
| JGP Romania                  | 17º     |         |         |         |         |
| Gardena Spring Trophy        |         | 5º      |         |         |         |

## Risultati

### Carriera di coppia
(con Ondřej Hotárek)
| stagione 2013-2014          |                                          |          |           |           |
| Data                        | Evento                                   | SP       | FS        | Risultato |
| 24-30 marzo 2014            | Campionati mondiali 2014                 | 10 62.73 | 7 121.55  | 9 184.28  |
| 7-23 febbraio 2014          | Giochi olimpici invernali 2014 - Coppie  | 11 63.57 | 10 115.51 | 11 179.08 |
| 7-23 febbraio 2014          | Giochi olimpici invernali 2014 - Squadre | 4 70.31  | 3 120.82  | 4         |
| 13-19 gennaio 2014          | Campionati europei 2014                  | 5 69.22  | 4 126.39  | 4 195.61  |
| 18-21 dicembre 2013         | Campionati italiani 2014                 | 1 70.64  | 1 132.79  | 1 203.43  |
| 15-17 novembre 2013         | Merano Cup 2013                          | 1 67.11  | 1 125.58  | 1 192.69  |
| 24-27 ottobre 2013          | Skate Canada International 2013          | 2 69.38  | 2 124.54  | 1 193.92  |
| 17-20 ottobre 2013          | Skate America 2013                       | 4 63.85  | 5 116.42  | 5 180.27  |
| 19-22 settembre 2013        | Lombardia Trophy 2013                    | 1 67.89  | 1 120.08  | 1 187.97  |
| stagione 2012-2013          |                                          |          |           |           |
| Data                        | Evento                                   | SP       | FS        | Risultato |
| 13-17 marzo 2013            | Campionati mondiali 2013                 | 9 59.07  | 10 112.70 | 10 171.77 |
| 21-27 gennaio 2013          | Campionati europei 2013                  | 3 64.28  | 3 123.17  | 3 187.45  |
| 19-22 dicembre 2012         | Campionati italiani 2013                 | 1 65.84  | 1 128.94  | 1 194.78  |
| 5-9 dicembre 2012           | NRW Trophy 2012                          | 3 58.85  | 2 119.79  | 2 178.64  |
| 16-18 novembre 2012         | Trophée Eric Bompard 2012                | 4 57.30  | 5 112.19  | 3 169.49  |
| 26-28 ottobre 2012          | Skate Canada International 2012          | 3 59.79  | 3 112.24  | 3 172.03  |
| 3-7 ottobre 2012            | Ondrej Nepela Memorial 2012              | 1 49.28  | 2 87.84   | 2 137.12  |
| stagione 2011-2012          |                                          |          |           |           |
| Data                        | Evento                                   | SP       | FS        | Risultato |
| 19-22 aprile 2012           | ISU World Team Trophy 2012               | 3 59.28  | 5 99.46   | 5 158.74  |
| 26 marzo-1º aprile 2012     | Campionati mondiali 2012                 | 9 60.39  | 11 107.77 | 11 168.16 |
| 23-29 gennaio 2012          | Campionati europei 2012                  | 4 54.38  | 4 104.61  | 4 158.99  |
| 15-18 dicembre 2011         | Campionati italiani 2012                 | 1 62.48  | 1 118.60  | 1 181.08  |
| 24-27 novembre 2011         | Rostelecom Cup 2011                      | 3 60.13  | 3 107.89  | 3 168.02  |
| 10-13 novembre 2011         | NHK Trophy 2011                          | 3 56.23  | 5 107.60  | 4 163.83  |
| 26-30 ottobre 2011          | Coupe Internationale de Nice 2011        | 1 57.64  | 2 110.22  | 1 167.86  |
| 28 settembre-2 ottobre 2011 | Ondrej Nepela Memorial 2011              | 3 54.68  | 2 109.15  | 2 163.83  |
| stagione 2010-2011          |                                          |          |           |           |
| Data                        | Evento                                   | SP       | FS        | Risultato |
| 21-27 marzo 2011            | Campionati mondiali 2011                 | 9 57.63  | 11 99.52  | 10 157.15 |
| 24-30 gennaio 2011          | Campionati europei 2011                  | 4 60.08  | 5 104.75  | 5 164.83  |
| 16-19 dicembre 2010         | Campionati italiani 2011                 | 1        | 1         | 1 161.82  |
| 2-5 dicembre 2010           | NRW Trophy 2010                          | 1        | 1         | 1 153.91  |
| 18-21 novembre 2010         | Cup of Russia 2010                       | 7 49.78  | 6 101.07  | 6 150.85  |
| 23-26 settembre 2010        | Nebelhorn Trophy 2010                    | 2        | 2         | 2 155.21  |
| stagione 2009-2010          |                                          |          |           |           |
| Data                        | Evento                                   | SP       | FS        | Risultato |
| 22-28 marzo 2010            | Campionati mondiali 2010                 | 11 54.58 | 11 95.20  | 11 149.78 |
| 17-20 dicembre 2009         | Campionati italiani 2010                 | 2        | 1         | 2 158.46  |
| 2-6 dicembre 2009           | NRW Trophy 2009                          | 2 53.57  | 1 93.86   | 2 147.43  |
| 28 ottobre-1º novembre 2009 | Ice Challenge 2009                       | 3 53.15  | 2 98.62   | 3 151.77  |